# 1509 км (зупинний пункт)
1509 км — пасажирський залізничний зупинний пункт Кримської дирекції Придніпровської залізниці на лінії Джанкой — Севастополь між станціями Верхньосадова (4 км) та Сирень (6 км). Розташований між селами Фронтове та Пироговка Севастопольської міської ради.

## Пасажирське сполучення
На платформі 1509 км зупиняються приміські електропоїзди сполученням Сімферополь — Севастополь.